# Villarta-Quintana
Villarta-Quintana es un municipio de la comunidad autónoma de La Rioja (España). Se trata de un pueblo eminentemente agrícola, con pequeñas explotaciones de ganado vacuno y porcino. Sus campos están dedicados, principalmente al cereal: trigo, cebada, avena, centeno, pero también a la patata. Recientemente se ha experimentado con otro tipo de cultivos como el brócoli, las judías verdes y guisante. 
Villarta-Quintana está compuesto por tres núcleos poblacionales bien diferenciados y separados entre sí: Villarta, Quintana y Quintanar de Rioja.
Villarta es el núcleo principal, donde se encuentran la casa consistorial, la parroquia, el centro de salud y el centro de jubilados. Las nuevas edificaciones que se han llevado a cabo en los últimos años y la restauración de antiguas viviendas han cambiado ligeramente la fisonomía del pueblo. El frontón, las piscinas y un campo de fútbol sala se hallan a la salida del pueblo. 
A 800 m de Villarta se encuentra Quintana, situado en un paraje de montaña dotado de numerosa vegetación. Los edificios recientemente construidos contrastan con las ruinas de varias casas, símbolo inequívoco de la despoblación sufrida en las últimas décadas.
Quintanar de Rioja sobre el mapa se asemeja a una península adentrada en la provincia de Burgos. Se accede a ella por una carretera local que empieza en Villarta o desde el cruce de la N-120 en Castildelgado y atravesando Bascuñana (Burgos). Cuenta con un campo de fútbol sala.

## Geografía
Villarta-Quintana se ubica en las estribaciones de la sierra de la Demanda, en lo que se denomina específicamente Monte Redondo, y limita con la provincia de Burgos.
La mayor parte de su territorio está formado por una vasta extensión de bosque autóctono donde crecen hayas, robles y pinos silvestres, dentro de los Montes de Ayago y de Yuso. La seta es una planta que crece en los alrededores en grandes cantidades. 
Villarta-Quintana es uno de los pueblos más occidentales de La Rioja y se accede a él por la N-120 desde Santo Domingo de la Calzada o desde Belorado, en ambos casos cruzando Grañón.
Villarta se encuentra en la cuenca del río Villar, flanqueado por los montes de San Sebastián y el Rebollar. En Quintana fluye el río Lechares, en cuyo cauce se encuentra un embalse con capacidad para 240.000 metros cúbicos de agua, que riega toda la jurisdicción de Villarta-Quintana. En Quintanar se une el río Trinidad con el Reláchigo.

## Historia
Etimológicamente, el nombre de Villarta viene de Villa-farta o tarta, que significa 'rica' y “Quintana” proviene de Quintus, en referencia a algún campamento romano.
El origen de la villa es un posible campamento romano, pero no hay documentos concretos para apoyar esta tesis. En la Edad Media, el peregrinaje a Compostela se servía de este enclave para enlazar Santo Domingo de la Calzada con Burgos.
La primera referencia escrita data de 1094 y se trata del registro de donación que doña Juliana de Fortúnez hizo al monasterio de San Millán de la Cogolla de todas las heredades que poseía en los Montes de Oca.
A finales del siglo XV, el propietario de la villa, don Pedro Manrique, duque de Nájera y conde de Treviño, vendió Villarta a su tía Contesina, hija del condestable don Álvaro de Luna, y a su primo Bernabé Manrique de Luna.
En 1711, Felipe V la declaró villa independiente, rompiéndose los vínculos que la unían a Santo Domingo en lo criminal y a Grañón en lo civil.

## Geografía humana

### Demografía
Cuenta con una población de 130 habitantes (INE 2024).
| Gráfica de evolución demográfica de Villarta Quintana entre 1842 y 2021 |
| |
| Población de derecho según los censos de población del INE Población de hecho según los censos de población del INEEntre el censo de 1857 y el anterior, crece el término del municipio porque incorpora a 265008 (Quintanar de Rioja) |

### Población por núcleos
Desglose de población según el Padrón Continuo por Unidad Poblacional del INE.
| Núcleos            | Habitantes (2014) | Varones | Mujeres |
| ------------------ | ----------------- | ------- | ------- |
| Villarta-Quintana  | 103               | 56      | 47      |
| Quintana           | 23                | 16      | 7       |
| Quintanar de Rioja | 32                | 18      | 14      |

## Economía

### Evolución de la deuda viva
El concepto de deuda viva contempla sólo las deudas con cajas y bancos relativas a créditos financieros, valores de renta fija y préstamos o créditos transferidos a terceros, excluyéndose, por tanto, la deuda comercial.
| Gráfica de evolución de la deuda viva del ayuntamiento entre 2008 y 2014                             |
| |
| Deuda viva del ayuntamiento en miles de Euros según datos del Ministerio de Hacienda y Ad. Públicas. |

La deuda viva municipal por habitante en 2014 ascendía a 327,64 €.

## Administración
| Periodo   | Nombre                                          | Partido |
| --------- | ----------------------------------------------- | ------- |
| 1979-1983 | José Mª Villar Urbina / Cipriano Villar Murillo | UCD     |
| 1983-1987 | José Miguel Crespo Pérez                        | PRP     |
| 1987-1991 | José Miguel Crespo Pérez                        | PRP     |
| 1991-1995 | José Miguel Crespo Pérez                        | PP      |
| 1995-1999 | José Miguel Crespo Pérez                        | PP      |
| 1999-2003 | José Miguel Crespo Pérez                        | PP      |
| 2003-2007 | José Miguel Crespo Pérez                        | PP      |
| 2007-2011 | José Miguel Crespo Pérez                        | PP      |
| 2011-2015 | José Miguel Crespo Pérez                        | PP      |
| 2015-2019 | José Miguel Crespo Pérez                        | PP      |
| 2019-2023 | José Miguel Crespo Pérez                        | PP      |
| 2023-act. | José María Villar Castro                        | PP      |

## Monumentos
Iglesia parroquial de Santa María
Fue construida en el siglo XVIII en piedra de sillería bien encuadrada. Cuenta con una torre-campanario de cuatro cuerpos. Los dos últimos fueron añadidos en los años 60, época en que se restauró la iglesia.
En el interior, el altar mayor está presidido por un magnífico retablo en el que se halla la imagen de Santa María.

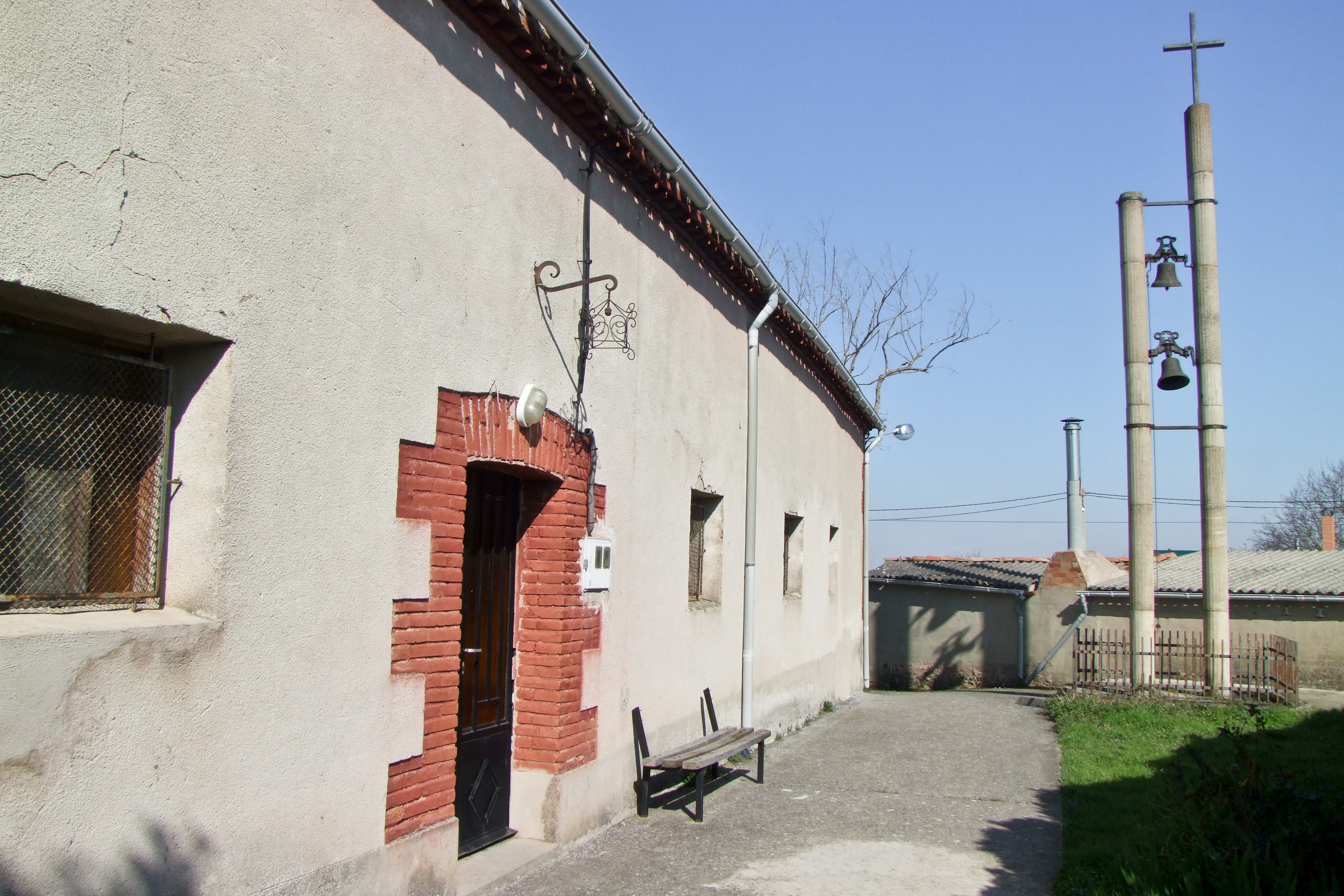
Ermita de San Esteban
Fue construida en el siglo XIX, reaprovechando muros que datan del siglo XVII. La espadaña es del siglo XX. Su planta consta de una nave central en seis tramos. Se utilizó mampostería, ladrillos y un tapial de quijos. El techo está formado por una cubierta de cañón rebajado. 
En el exterior y separada de la ermita, hay una torre con campanario.
Iglesia de Santa Ana
El edificio empezó a construirse en el siglo XV, pero no se terminó hasta comienzos del siglo XVIII. Consta de una nave en cuatro tramos. Con el pórtico orientado al sur, la puerta de entrada está enmarcada por un arco de triunfo flanqueado por pilastras adosadas y coronado con una cruz de piedra de grandes dimensiones. El interior está formado por dos retablos barrocos en madera policromada. El entrepiso que accede al coro tiene un pequeño baptisterio con la pila románica.

## Fiestas y tradiciones
- 20 de enero: San Sebastián

Antiguamente era tradición que los mozos cantasen las alboradas a las chicas solteras del pueblo. Las letras de las canciones se componían cada año para adaptarlas a los nombres de las mozas a las que se rondaba. 
- 15 de mayo: San Isidro Labrador

Es la fiesta más relevante de Villarta-Quintana, celebrada en honor a su patrón. Se le hace la ofrenda de las primeras habas y espigas de cebada del año, así como las tortas típicas de esta fiesta. En la procesión se recitan poesías y los danzadores bailan en todo el recorrido. Después hay caparronada con la que el Ayuntamiento obsequia a vecinos y visitantes.
- Julio: Fiesta de las Asociaciones

Su fecha es variable y está organizada por la Asociación Cultural – JRASMEC – 13 (fundada hace unos 25 años). Todas las asociaciones del municipio participan en esta fiesta. 
Después de la misa hay una degustación de preñados de chorizo cocido. Termina con una cena popular en la plaza Mayor, cuyos ingredientes principales son la ensalada y el cordero asado.
- Agosto: Fiesta de Gracias

Se celebra tras la cosecha para dar gracias por los cereales recolectados. Hay verbena, atracciones variadas y concursos de disfraces. La gastronomía también tiene su espacio en estas fiestas y son típicos platos como patatas con chorizo, patas con costilla y marmitaco.
La última noche de fiestas termina con una gran sardinada.
- 26 de diciembre: San Esteban

Los dos municipios principales se reúnen en Quintana. Es típico de esta fiesta jugar a las chapas. Si las dos chapas que se tiran al aire salen cara gana la banca y si salen cruz la banca paga el doble la apuesta que se ha realizado, esta solo es efectiva cuando casan las dos chapas. La peculiaridad del juego estriba en que las monedas utilizadas suelen ser de la época de la República, conservadas por los vecinos para tal evento.